# Лисья книга
«Лисья книга» или («Ахвесагирк») — средневековый армянский сборник басен, рукописи которого известны благодаря редакционным изданиям.
Название «Лисья книга» распространилось после публикации в XVII веке Восканом Ереванци («Книга миров и мифологии, то есть Лисья книга», Амстердам, 1668 г.). «Лисья книга» выдержала ещё три издания: в 1683, 1698 и 1827 гг.
«Лисья Книга» была отнесена Вардану Айгекци, а согласно Николаю Марру она является уникальной редакцией «вардановых» басен. Этот сборник в позднее средневековье был переведен на грузинский и арабский языки.

## Мультфильм
По мотивам Лисьей книги киностудией Арменфильм в 1975 снят мультипликационный фильм под тем же названием, режиссёр-постановщик — Роберт Саакянц.
В титрах указано — «по мотивам басен Вардана Айгекци и Мхитара Гоша. 12-13 века»